# Stephen Soroka
Stephen Soroka (ukrainisch: Стефан Сорока; * 13. November 1951 in Winnipeg, Kanada) ist ein kanadischer Geistlicher und emeritierter ukrainisch griechisch-katholischer Erzbischof und Metropolit von Philadelphia. 

## Leben
Stephen Soroka wurde am 13. November 1951 als Sohn einer ukrainischen Einwandererfamilie in Winnipeg geboren. Nach seinem Schulabschluss studierte er an der Universität von Manitoba und der Katholischen Universität von Amerika in Washington, D.C. Er schloss das Studium mit dem Master of Theology ab. Seine Priesterausbildung erfolgte am ukrainischen griechisch-katholischen Priesterseminar St. Josaphat in Washington D.C. Am 13. Juni 1982 weihte ihn  Erzbischof Maxim Hermaniuk von Winnipeg zum Priester der Erzeparchie Winnipeg. 1985 erlangte er den Doktortitel in Soziologie.

## Weihbischof in Winnipeg
Von 1984 bis 1993 war er am erzbischöflichen Gericht von Winnipeg als Richter tätig. 1994 übernahm er die Leitung der erzbischöflichen Kanzlei und war von 1996 bis 1998 Leiter der Finanz- und Wirtschaftsabteilung am erzbischöflichen Ordinariat von Winnipeg. Unter gleichzeitiger Ernennung zum Titularbischof von Acarassus wurde er am 29. März 1996 in das Amt eines Weihbischofs in Winnipeg berufen. Der Erzbischof von Winnipeg, Michael Bzdel CSsR, spendete ihm am  13. Juni 1996 die Bischofsweihe. Mitkonsekratoren waren die Bischöfe Cornelius John Pasichny OSBM von Saskatoon und Wolodymyr Walter Paska, Weihbischof in Philadelphia.

## Metropolit und Erzbischof
Seine Ernennung zum Metropolit und Erzbischof von Philadelphia erhielt er am 29. November 2000, die feierliche Amtseinführung fand am 27. Februar 2001 statt. Erzbischof Stephen Soroka war Mitkonsekrator bei:
- Hlib Lonchyna MSU zum Titularbischof von Bareta (Weihbischof in Kiew-Halytsch),
- Richard Stephen Seminack zum Bischof von Saint Nicolas of Chicago,
- John Bura zum Titularbischof von Limisa (Weihbischof in Philadelphia),
- Dionisio Lachovicz OSBM zum Titularbischof von Egnatia (Weihbischof in Kiew-Halytsch) und
- Meron Mazur OSBM zum Titularbischof von Simitthu (Weihbischof in São João Batista em Curitiba, Brasilien).

Am 16. April 2018 nahm Papst Franziskus seinen vorzeitigen Rücktritt an.